# Kavalliani
Kavalliani es una pequeña isla en el golfo Sur de Eubea. Se encuentra frente al antiguo asentamiento Ramnunte en Attica. La isla está deshabitada, aunque funciona una cooperativa de construcción de Emporiki Bank. Posee una superficie de unos 2 kilómetros cuadrados. Administrativamente, la isla pertenece al municipio de Styra.

## Historia
Kavalliani también es conocida como Andriani. Hay varios naufragios en la zona, algunos de los cuales son antiguos. El más conocido es el naufragio del SS Heimara de 1947. Heimara se hundió unos metros al suroeste de Kavallianni y en total 400 personas perecieron.